# Lanî, Petrove
Lanî (în ucraineană Лани) este un sat în comuna Petrivske din raionul Petrove, regiunea Kirovohrad, Ucraina.

## Demografie
Componența lingvistică a localității Lanî
     Ucraineană (75%)
     Rusă (25%)
Conform recensământului din 2001, majoritatea populației localității Lanî era vorbitoare de ucraineană (75%), existând în minoritate și vorbitori de rusă (25%).